# Frederik van Luxemburg
Frederik van Luxemburg (ca. 965 – 6 oktober 1019), was graaf van de Moezelgouw, voogd van de dubbelabdij Stavelot-Malmedy en de abdij van Sint-Maximinius te Trier terwijl zijn oudste broer, Hendrik I, graaf was van Luxemburg. Frederik was de tweede zoon van graaf Siegfried van Luxemburg en Hedwig van Nordgau.
Sinds het begin van de elfde eeuw had hij het Karolingische domein Baelen-sur-Vesdre in handen. Hier zou zijn zoon, eveneens Frederik genaamd rond 1030 een versterking bouwen in de vorm van een mottekasteel . In 1008 kwam Frederik in opstand tegen zijn zwager, keizer Hendrik II, en zat daarom van 1011-12 gevangen,  maar verzoende zich later met hem. 
Na zijn dood ging de Moezelgouw op in het graafschap Luxemburg. Het voogdschap van de dubbelabdij Stavelot-Malmedy ging over op zijn zoon Frederik.

## Huwelijk en gezin

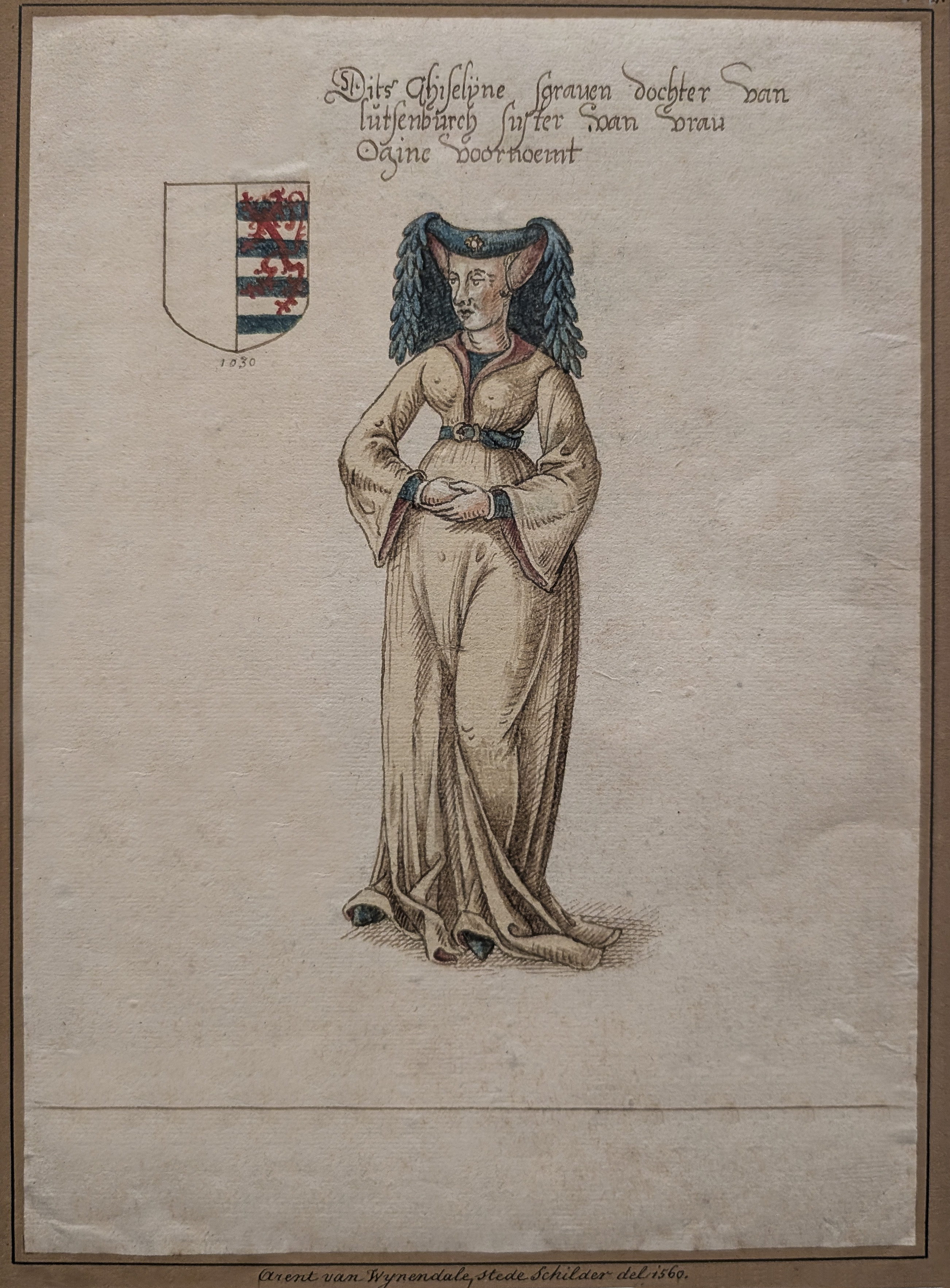
Gisela van Luxemburg van Arent van Wijnendale

Frederik trouwde rond 985 met Irmentrude van de Wetterau (ca. 967 - ca. 1020), erfgename van het kasteel Gleiberg (in de huidige gemeente Wettenberg). Zij was dochter van Herbert van de Wetterau en Irmtrud van Avalgau (957 - 1020). 
Van Frederik en zijn vrouw Irmtrud zijn de volgende kinderen bekend:
- Hendrik (ca. 990-†14 oktober 1047), graaf van Luxemburg
- Frederik (1003-1065), hertog van Neder-Lotharingen, heerser over het land van Limburg
- Adalbero (ca.999- † 13  november 1072), bisschop van Metz
- Giselbert (ca. 995-† 14 augustus 1059), graaf van Luxemburg (1047) en Longwy
- Diederick (ca.992-† 11 november 1045), vader van Diederick II van Luxemburg (†1075) graaf en voogd van de abdij van Sint-Maximinius, Hendrik van Laach paltsgraaf van Lotharingen en van Poppo 1092-1103 bisschop van Metz
- Herman, mogelijk dezelfde als Herman van Gleiberg, paltsgraaf van Lotharingen
- Otgiva (986-†21 februari 1030), getrouwd met graaf Boudewijn IV van Vlaanderen
- Gisela (ca. 1009-† 1058), getrouwd met Rodulf (ca. 995 - 1052/1056), heer van Gent
- Irmtrud (ca. 987-† na 21 augustus 1055), begraven in Altomünster, getrouwd met Welf II van Altdorf, graaf in Lechrain;
- Oda (ca. 988), kanunnikes te Remiremont, abdis van Saint Rémy te Lunéville